# 桂文字助 (4代目)
四代目 桂 文字助（かつら もじすけ、1946年〈昭和21年〉2月13日 - 2021年〈令和3年〉10月16日）は、東京都江東区出身の落語家。本名∶松田 治彦。出囃子は『外記猿』。「落語立川流きっての武闘派」「相撲噺のスペシャリスト」と評される。

## 来歴
神奈川県立神奈川工業高等学校卒業。噺家になる前は「デン助劇団」の役者を志し、松竹演芸場の裏方をしていた。
1964年4月、六代目三升家小勝に入門。「三升家勝松」を名乗る。前座時代の1966年5月15日、『笑点』（日本テレビ）の初代座布団運びとして、1967年1月22日まで出演。これにより七代目立川談志と繋がりができる。
1968年5月に二ツ目昇進。1971年に師匠・小勝が死去したため七代目立川談志門下に移り「立川談平」と改名。
1980年9月に真打昇進、「四代目桂文字助」を襲名。1983年に師匠・談志と共に落語協会を脱退し、落語立川流所属となる。
2015年に立川流を脱退。弟弟子にあたる立川談四楼がTwitterに投稿したところによると、本人曰く「文字助組を旗揚げした」とのことだったが、事実上の休業状態となり、目立った活動を行わなくなる。その後は談四楼によってTwitterで最新の動静をしばしば伝えられ、2017年4月と2018年4月には下北沢で開催された談四楼独演会に2年続けてゲスト出演して元気な姿を見せた。
2017年9月22日、TBSのバラエティ番組『爆報! THE フライデー』では立川流を脱退後、酒浸りの日々を過ごしていることが伝えられた。また、2018年10月12日の同番組では、飲酒時に脳梗塞で倒れて救急搬送されたのち、入院していることが明らかにされている。
2018年12月末からは、群馬県邑楽郡板倉町にあるサービス付き高齢者住宅に入所していることが明らかになった。
2021年10月16日に喉頭癌で死去したことが、施設に問い合わせた弟弟子の立川キウイによって明かされた。なお、没年齢（75歳）・死因（喉頭癌）は師匠・談志とまったく同じである。立川流をすでに脱退していることなどから、新聞などのマスコミで訃報が報じられることはなかった。『笑点』に第1回放送から出演していた人物の中で最後の生存者であったが、文字助の死去によって第1回放送への出演を経験している者はいなくなった。
2022年2月5日に「四代目桂文字助追善落語会 『文字助の話（噺）をしよう。』」がお江戸上野広小路亭で開催され、談四楼、小林のり一、キウイ、立川寸志が出演した。
同年10月には談四楼による著書『文字助のはなし』が刊行され、10月16日に追善落語会『もう一度、文字助の話（噺）をしよう。』が同じ会場で前回の出演者に松尾貴史を加えて開催された。この会では、文字助の前座時代を知る数少ない人物であり、初回の追善落語会への出演後に急逝した小林のり一の追悼もなされた。

## 人物
七代目立川談志の総領弟子であるが、最初の師匠・六代目三升家小勝の死去による移籍（1971年）のため、最初から談志に入門したわけではない。そのため、実質的な談志一門の総領弟子は最初に入門した十代目土橋亭里う馬であり、談志没後の落語立川流代表には里う馬が就任している。
相撲噺を演じることが多い。これは本人の談によれば、かつて文字助が師匠・談志の相撲噺におかしな部分があったため意見した際、談志から「それならオレは今後相撲の噺はしない。その代わり、お前は明日から相撲の噺だけをしろ」と命じられたためとのこと。実際に相撲部屋へ稽古を見学するほどの相撲研究家であり、歴代横綱を言い立てる芸も持つ。
『笑点』（日本テレビ）の初代座布団運びである。笑点降板後には兄弟子・三升家勝二が大喜利メンバーとして出演していた。
大の日本酒好きとしても有名であり、特に菊正宗の上撰を好む。
離婚を経験している。
弟弟子の立川談春が文字助後援会長と会った際「（文字助は）口調はしっかりして芸の骨格も正しく、芸はしっかりしていて学ぶべき点は多数あるが、私生活は見習わなくてよい」と言われた。

## 芸歴
- 1964年4月 - 六代目三升家小勝に入門、前座名「勝松」。
- 1968年5月 - 二ツ目昇進。
- 1971年 - 師匠・小勝死去により七代目立川談志門下に移る、「談平」と改名。
- 1980年9月 - 真打昇進、「四代目桂文字助」を襲名[3]。
- 1983年 - 師匠・談志と共に落語協会を脱退し、落語立川流所属となる。
- 2015年 - 落語立川流を脱退。
- 2021年10月 - 喉頭癌で死去。

## 主な演目
- 阿武松
- 寛政力士伝
  - 雷電の初土俵
  - 雷電の遺恨相撲
  - 谷風情け相撲[注 2]
  - 越の海の初土俵

## CD
- 『談志が選んだ艶噺し 十一』（2000年4月、コロムビアミュージックエンタテインメント）
  - 熊の皮

## 関連著作
- 立川談四楼『文字助のはなし』（筑摩書房、2022年10月）ISBN 9784480818683

## 過去の弟子
- 桂文字ら（現：習志野ごんべえ（東京演芸協会理事）[9][10]）

本名は長 幹雄。1971年5月27日埼玉県秩父郡生まれ。東洋大学文学部哲学科卒業。
2004年8月、快楽亭ブラックに入門「快楽亭小ブラ」。2005年8月、2代目快楽亭ブラック（同年に落語立川流から除名）門下から文字助門下に移籍。2009年、廃業。